# Reação química

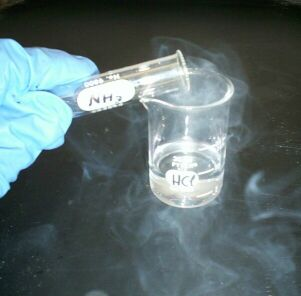
Fumaça branca de cloreto de amônio resultante da reação química entre amônia e ácido clorídrico.

Reação química é o processo em que ocorre a transformação de uma ou mais substâncias, se convertendo em outras, portanto mudando suas propriedades. As transformações ocorridas neste processo envolvem a reorganização dos átomos no espaço, onde estes mudam seus pares e não alteram sua massa em nenhum momento (Lei da Conservação das Massas).
As reações químicas podem ser representadas por equações químicas, onde são demonstrados através da escrita os reagentes que participam do fenômeno e os produtos que serão formados por meio da reação. A demonstração simplificada segue o exemplo abaixo:
{\displaystyle Reagentes\rightarrow Produtos}
Em uma reação química há indicadores que demonstram quando a mesma está ocorrendo, como, por exemplo: mudança de cor, formação de precipitado, liberação de gases ou odores, liberação ou absorção de calor. Ademais, diversas características podem influenciar o comportamento da reação, tais como: afinidade entre os reagentes, utilização de catalisadores, mudanças de temperatura e superfície de contato dos compostos.
As reações possuem categorias para diferenciar a maneira e os processos que ocorrem, assim as classificando. Elas podem ser: reações de adição, reações de decomposição, reações de dupla-troca, reações de oxirredução, reações de ácido e base, reações de combustão e reações de catálise.

## Características
Podem haver certos aspectos visuais de que houve uma reação química, eles são desprendimento de gás, formação de precipitado, mudança de cor e aparecimento de luminosidade ou combustão. Um aspecto importante sobre uma reação química é a conservação da massa e o número de espécies químicas microscópicas(átomos e íons) presentes antes e depois da ocorrência da reação. Essas leis de conservação se manifestam microscopicamente sob a forma das leis de Lavoisier, do mestre Proust e de Dalton. De fato, essas leis, no modelo atômico de Dalton, se justificariam pelas leis de conservação acima explicitadas e pelo fato de os átomos apresentarem valências bem definidas. Ao conjunto das características e relações quantitativas dos números de espécies químicas presentes numa reação dá-se o nome de estequiometria.
Deve-se salientar que uma ligação química ocorre devido a interações entre as nuvens eletrônicas dos átomos, e que então a reação química apenas envolve mudanças nas eletrosferas. No caso de ocorrer mudanças nos núcleos atômicos teremos uma reação nuclear. Ao passo que nas reações químicas a quantidade e os tipos de átomos sejam os mesmos nos reagentes e produtos, na reação nuclear, as partículas subatômicas são liberadas, o que causa redução de sua massa, sendo este um fato relacionado à existência de elementos isóbaros, isótonos e isótopos entre si.
Um exemplo de uma reação química é (ambos os regentes em solução aquosa)
NaCl + AgNO3 → NaNO3 + AgCl
Nesta reação química, ao passo que o NaNO3 permanece em solução, formou-se uma ligação entre a prata (Ag) e o cloro (Cl) o que resultou em um produto sólido de cloreto de prata (AgCl), pode-se então dizer que houve uma reação química.

## Causas das reações químicas
O acontecimento de reações deve-se a fatores termodinâmicos e cinéticos.

### Termodinâmico
Quanto à termodinâmica, o acontecimento de uma reação é favorecido com o aumento da entropia e a diminuição da energia. Essas duas grandezas se cooperam nesse caso, de acordo com a seguinte equação:
Onde T é a temperatura em kelvin, ΔH é a variação da entalpia (que é igual a energia absorvida ou liberada em pressão constante) entre os reagentes e os produtos, ΔU é variação da energia interna (que é igual a energia absorvida ou liberada a volume constante) entre eles, ΔS é a variação da entropia entre os mesmos, ΔG é uma grandeza chamada de energia livre de Gibbs e ΔA é uma grandeza chamada de energia de Helmholtz.
Se ΔA e ΔG forem maiores que zero em dadas condições, a reação é dita como não espontânea nessas condições, e ela ocorre ou não ocorre em escala apreciável. Na situação de ΔA e ΔG iguais a zero teremos um equilíbrio químico.
Caso ΔA e ΔG sejam menores que zero em dadas condições, dizemos que a reação é termodinamicamente favorável nestas condições, ou seja, ela é espontânea. Contudo é importante notar que uma reação ser espontânea não necessariamente significa que ela ocorra rapidamente. Reações espontâneas são aquelas que ocorrem sem a ajuda de uma influência externa. Já as reações não espontâneas precisam de uma força para move-las na direção contrária da espontânea. Nas reações espontâneas ocorre aumento de entropia, enquanto nas não espontâneas ocorre diminuição de entropia.

### Cinética
Nesse ponto, entram os fatores cinéticos. Para que uma reação ocorra é necessário que antes, os reagentes superem uma certa barreira de energia, e quanto maior for essa barreira mais difícil será a reação ocorrer e mais lenta ela será. Dessa forma, uma reação termodinamicamente favorável pode ocorrer de forma extremamente lenta ou acabar nem sendo observada em um intervalo de tempo consideravelmente grande; então se diz que a reação é cineticamente desfavorável. Um bom exemplo disso é o carvão e o diamante, que são duas formas diferentes de carbono (alótropos); em condições normais a transformação de diamante a carvão é termodinamicamente favorável porém cineticamente desfavorável, o que faz com que fossem necessários centenas ou milhares de anos para se observar alguma mudança em um diamante. É preciso entender que uma reação para ser cineticamente viável, necessita primeiramente ser termodinamicamente possível. A velocidade da reação pode ser aumentada pelo aumento da temperatura, superfície de contato e concentração dos reagentes. Para que a reação ocorra, é necessária uma energia mínima chamada energia de ativação. Quanto maior for ela, mais lenta será a reação. Pode-se adicionar um catalisador à reação. Este tem a função de diminuir a energia de ativação, sem ser consumido durante a reação, aumentando a velocidade dela.

## Tipos de reações químicas

### As 4 reações básicas
Tradicionalmente, as reações químicas podem ser classificadas de acordo com o número de reagentes e produtos em cada membro da equação química que representa a reação. Os tipos de reações listados abaixo são meios de classificar as reações inorgânicas, que também são avaliadas pela presença ou não de substâncias compostas.

#### Reação de síntese
Em uma reação de síntese, também conhecida como reação de composição ou adição, duas ou mais substâncias simples combinam-se para formar uma substância mais complexa. Essas reações seguem a forma geral:
A + B → AB

#### Reação de análise
Em uma reação de análise, também conhecida como reação de decomposição, uma substância mais complexa se quebra em substâncias mais simples. Ocorrendo então o oposto à uma reação de síntese, essas reações seguem a forma geral:
AB → A + B

#### Reação de simples troca
Em uma reação de simples troca, uma substância simples substitui outra em um composto químico; em outras palavras, um dos elementos troca de lugar com outro elemento presente em um composto. Essas reações seguem a forma geral:
A + BC → AC + B

#### Reação de dupla troca
Em uma reação de dupla troca, os ânions e cátions de dois compostos químicos trocam de lugar para formar dois compostos totalmente novos. Essas reações seguem a forma geral:
AB + CD → AD + CB

### Combustão
Em uma reação de combustão, um elemento ou composto reage com oxigênio, normalmente produzindo energia na forma de calor e luz. Reações de combustão sempre envolvem oxigênio, mas também é comum o envolvimento de um hidrocarboneto.
2 C8H18 (l) + 25 O2 (g) → 16 CO2 (g) + 18 H2O (g)
Uma reação de combustão também pode resultar da reação de carbono, magnésio ou enxofre com oxigênio.
2 Mg (s) + O2 (g) → 2 MgO (s)
S (s) + O2 (g) → SO2 (g)

### Oxidação e redução

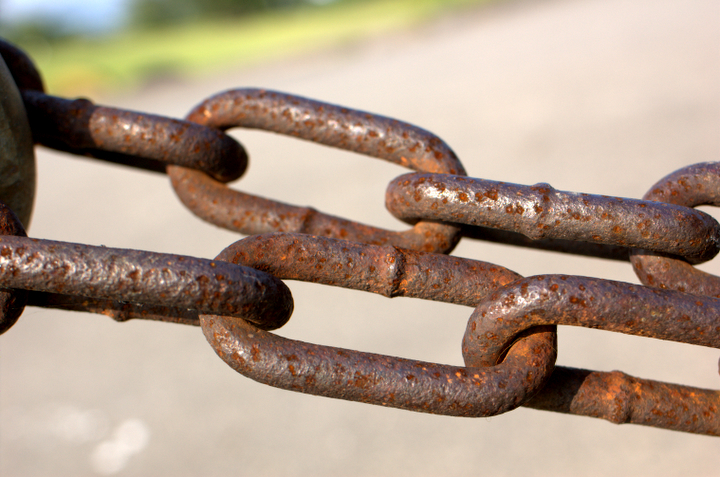
A ferrugem é resultado de uma reação redox entre o ferro e oxigênio.

As reações redox podem ser entendidas em termos de transferência de elétrons de uma espécie envolvida (agente redutor) para outra (agente oxidante). Neste processo, a primeira espécie é oxidada e a segunda é reduzida. Embora suficientes para muitos fins, estas descrições não estão exatamente corretas. A oxidação é melhor definida como um aumento do estado de oxidação dos átomos, e a redução como uma diminuição do estado de oxidação. Na prática, a transferência de elétrons irá sempre alterar o estado de oxidação, mas há muitas reações que são classificadas como "redox" mesmo que não ocorra transferência de elétrons (tais como as que envolvem ligações covalentes).
Na reação redox seguinte, o perigoso sódio metálico, reage com gás tóxico cloro para formar o composto iónico cloreto de sódio, ou sal comum de cozinha:
2 Na (s) + Cl2 → 2 NaCl (s)

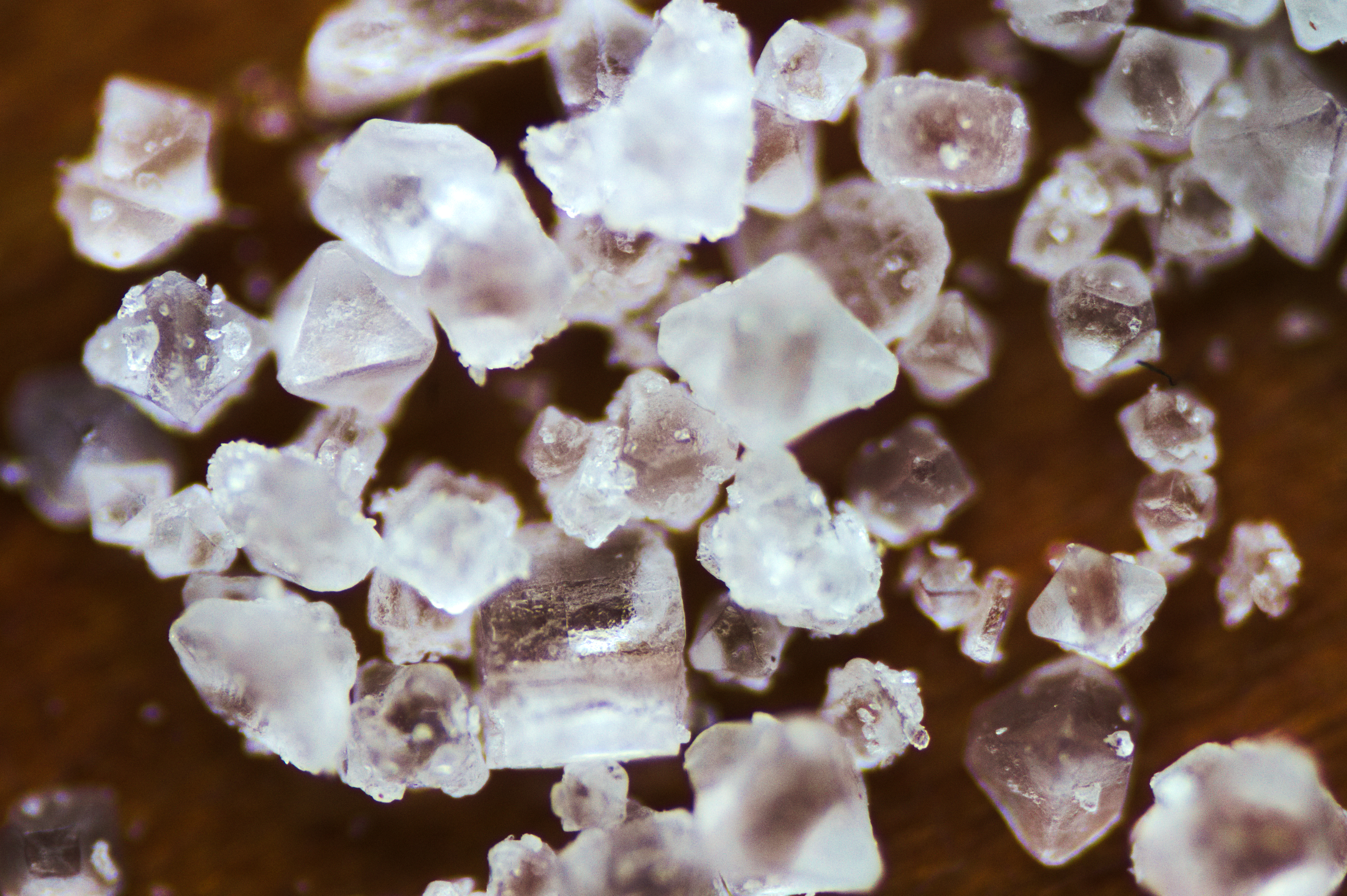
Cristais de cloreto de sódio podem ser formados pela reação redox de sódio metálico e gás cloro

Na reação, o sódio metálico passa de um estado de oxidação 0 (por ser um elemento puro) para +1, em outras palavras, o sódio perdeu um elétron e podemos dizer que foi oxidado. Por outro lado, o gás cloro passa de um estado de oxidação 0 (também é um elemento puro) para -1, ou seja, o cloro ganha um elétron e dizemos que foi reduzido. Como o cloro é o reduzido, ele é considerado o receptor de elétrons, ou em outras palavras, induz a oxidação no sódio sendo assim chamado de agente oxidante. Pelo contrário, o sódio é oxidado e doador de elétrons, induzindo a redução na outra espécie sendo chamado de agente redutor.

### Reações orgânicas
Mas também existem as reações orgânicas, envolvendo compostos de carbono. Há três maneiras de classificar essas reações:
- Reações de adição: ocorre em compostos insaturados, principalmente alcenos, em que a ligação pi é quebrada por ser fraca e seus átomos são adicionados aos compostos de carbono da ligação sigma, que permanece intacta por ser mais forte;
- Reações de substituição: são aquelas em que há substituição de um átomo por outro ligante;
- Reações de eliminação: são aquelas em que ocorre a saída de ligantes sem que eles sejam substituídos por outros.

Ainda existem uma série de reações que são estudadas em Química Orgânica, ou seja, sub-classes de reações, tais como : Reações de Halogenação, Reações de Hidrogenação, Reações de Substituição Nucleofílica etc.

### Outros tipos de reações
Classes de reações por molécula:
1. Reações unimoleculares, em que um reagente sofre ruptura e/ou formação de ligação para produzir diferentes produtos;
2. Reações bimoleculares, em que dois reagentes colidem e depois sofrem ruptura e/ou formação para produzir diferentes produtos;
3. Reações de associação termolecular, em que dois reagentes colidem para formar um complexo molecular com uma nova ligação química entre os dois reagentes e uma terceira molécula, remove uma parte da energia cinética interna dessa molécula para estabilizá-la.
4. Reação quimicamente termolecular, uma reação mediada por um complexo de colisão efêmera (HO2) formado a partir da colisão de duas moléculas (H, O2) que então reage após colidir com uma terceira molécula (H).[11]

Um tipo de reação que não encontra paralelo nas classificações acima é a chamada reação de isomerização.

## Transformações Químicas
As transformações químicas podem ocorrer por diferentes maneiras:

### Por junção de substâncias
Essas transformações ocorrem quando temos a mistura de substâncias que ocasionam a reação, Podemos dar exemplos de experimentos comuns realizados em laboratório, tendo como exemplo a transformação dos pregos de ferro após colocá-los em uma solução aquosa de sulfato de cobre, após algum tempo a solução vai perdendo sua cor azulado e é possível observar um depósito avermelhado(cor de cobre) em volta do prego, pois o prego sofreu uma oxidação, nessa reação ocorre uma reação de dupla troca.

### Por ação da luz
Pode ocorrer de luz natural ou artificial, a luz faz transformações químicas no dia a dia, podendo ser vista nas folhas de árvores que vão ficando com uma coloração amarelada, nas frutas que amadurecem, e até mesmo em nossa pele que quando exposta a luz solar vai ficando com uma tonalidade diferente. Outro exemplo é a fotossíntese que é possível se produzir glicose com a reação da água e do dióxido de carbono, através da exposição da planta na luz solar.

### Por ação do calor
A transformação por ação do calor também recebe o nome de termólise e acontece através da transferência de energia em forma de calor, ou seja, ao receber uma quantidade suficiente de calor (energia), poderá transformar-se. Podemos encontrar esse tipo de transformação no nosso cotidiano, dentro da nossa cozinha através do preparo de alimento, como exemplos podemos citar transformar o açúcar em caramelo.

### Por ação mecânica
As ações mecânicas como atrito, choque ou fricção são capazes de promover transformações químicas pois liberam energia suficiente para que ocorra. Sendo os principais exemplos: raspar o fósforo na caixa para que o fogo apareça, acender um isqueiro para também obter fogo e como uma situação mais drástica estourar um dinamite.

### Por ação da corrente elétrica
As transformações químicas que utilizam corrente elétrica para acontecer são chamadas de eletrólise. Um exemplo dessa reação é a adição do cloreto de sódio na água, quando submete-se a solução a eletrólise o resultado é a  dissociação do cloreto de sódio (NaCl), o ânion cloro  sofre oxidação, isto é, perdem elétrons e na reação transforma-se em Cl2(g) e o  cátions de hidrogênios sofrem redução, esses ganham elétrons resultando em H2(g)  , já o Na+ continua aquoso na solução.